# Генуций (трибун 241 пр.н.е.)
Генуций (на латински: Genucius) е политик на Римската република през 3 век пр.н.е. Произлиза вероятно от плебейския клон Авентиненсис на патрицианската фамилия Генуции.
През 241 пр.н.е. той е народен трибун. Етруският град Фалерии въстава против римското владение, но скоро е отново подчинен. Консули са Авъл Манлий Торкват Атик и
Квинт Лутаций Церкон и по време на тяхното консулство е сключен мир с Картаген след Първата пуническа война.